# 20254 Úpice
(20254) Úpice, denumire internațională (20254) Upice, este un asteroid din centura principală de asteroizi.

## Descriere
20254 Úpice este un asteroid din centura principală de asteroizi. A fost descoperit pe 21 martie 1998 la Observatorul din Ondřejov de Petr Pravec. Asteroidul prezintă o orbită caracterizată de o semiaxă mare de 2,51 ua, o excentricitate de 0,13 și o înclinație de 4,0° în raport cu ecliptica.